# Fundación Comunidad Valenciana - Región Europea
La Fundació Comunitat Valenciana - Regiò Europea (FCVRE) es una institución sin ánimo de lucro creada por la Generalidad Valenciana en 2003 para compensar la pérdida de fondos estructurales que supuso el abandono de la Comunidad Valenciana del grupo de regiones 'Objetivo 1' de la UE. Su objetivo es acercar a los ciudadanos valencianos a la Unión Europea y fomentar la participación de la sociedad civil de la Comunidad Valenciana en las políticas, funcionamiento e instituciones de la Unión Europea.
La estrategia 2020 “propone para la UE cinco objetivos cuantificables para 2020 que marcarán la pauta del proceso y se traducirán en objetivos nacionales: el empleo, la investigación y la innovación, el cambio climático y la energía, la educación y la lucha contra la pobreza” y estos objetivos requieren “una respuesta europea coordinada, que incluya a los interlocutores sociales y la sociedad civil”. En este sentido y como contribución a la difusión de la estrategia UE 2020 a nivel local entre la sociedad civil la Fundación promueve la cooperación interregional como una herramienta para alcanzar los objetivos fijados por la UE en términos de desarrollo e integración europea y para mejorar la competitividad y la innovación de los sectores económicos de la Comunidad Valenciana.De esta manera, se han creado numerosos consorcios interregionales para el desarrollo de proyectos, que se han traducido, para el período 2004-2009, en más de 70 millones de euros de inversión directa en innovación, desarrollo sostenible, formación y competitividad de la región.

## Objetivos fundacionales
- Potenciar la participación de todos los sectores con presencia en la Comunidad Valenciana en las políticas y acciones desarrolladas por la Unión Europea.
- Facilitar el conocimiento de las mismas.
- Actuar como un agente de modernización que impulse el desarrollo sostenible de la Comunidad Valenciana, a través de la innovación, las nuevas tecnologías y la protección del medio ambiente.
- Asistir al Consell de la Generalidad en materia de las políticas europeas que tengan un interés general para la Comunidad Valenciana.

## Actividades

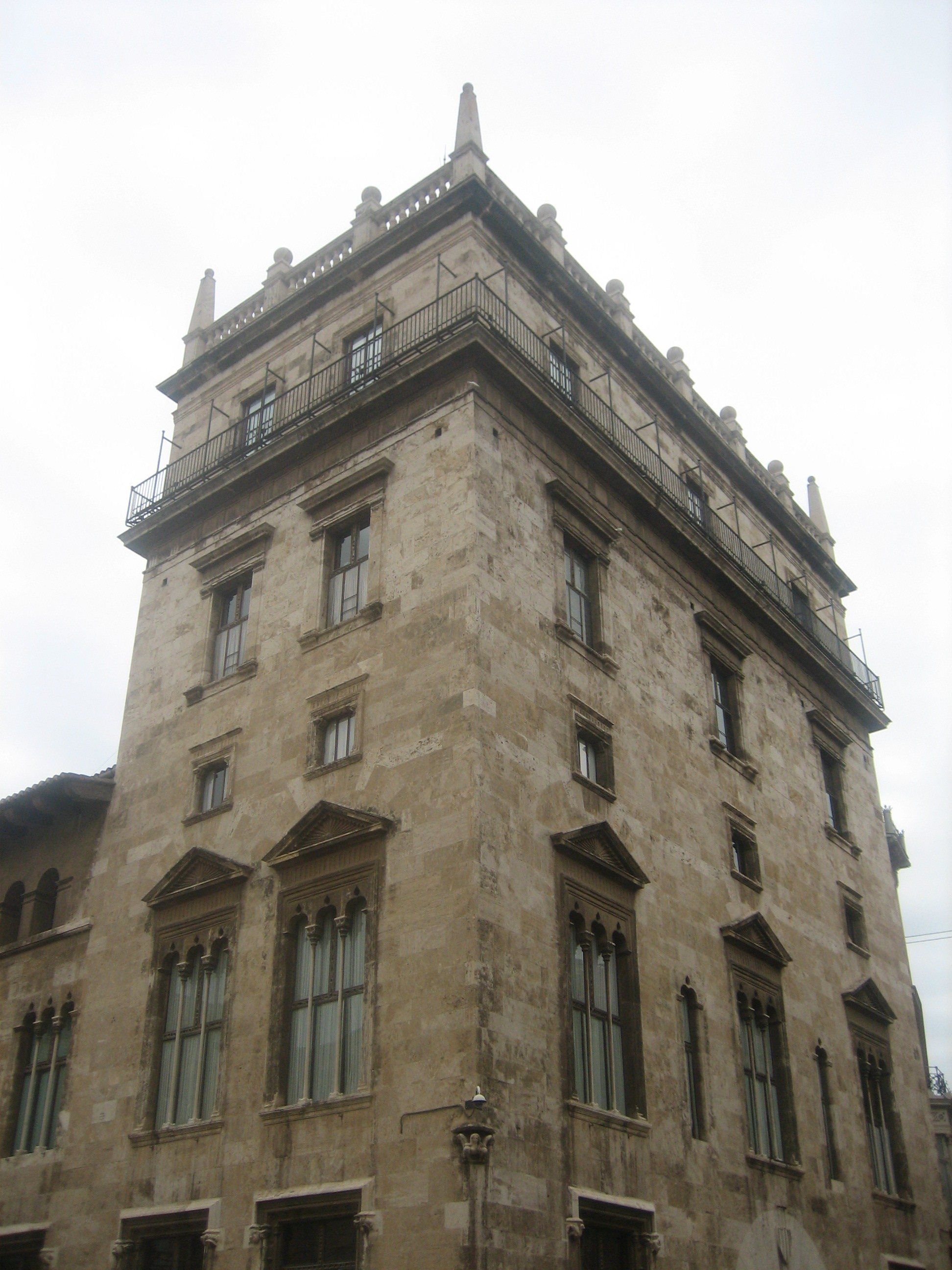
Palacio de la Generalidad Valenciana en Valencia.

La Fundación se estructura  en 5 áreas diferentes, a través de las que se desarrollan las distintas actividades de la institución.
- Representación institucional: Representa a las distintas empresas valencianas en Europa, por lo que se encarga de difundir y promocionar la imagen de la región en Bruselas, mediante exposiciones y actos que muestran todos los aspectos atractivos de la Comunidad Valenciana.
- Información y asesoramiento: La Fundación se encarga de suministrar al consultante toda la información posible sobre programas, normativas, subvenciones y cualquier otro dato interesante de la Unión Europea
- Asistencia en la presentación de proyectos europeos: La FCVRE asiste en la presentación de proyectos europeos. Para lograr este objetivo, varias tareas se organizan en torno al proceso de presentación, comunicación, aprobación, finalización y difusión del proyecto.
- Servicios de difusión internacional: La Fundación facilita la logística de las reuniones y encuentros entre los distintos socios de los proyectos presentados.
- Formación: Establece convenios para desarrollar diversos programas públicos y privados de becas de prácticas en distintas disciplinas.

Asimismo, la Fundación hace un seguimiento de las políticas y actividades realizadas por la Unión Europea que puedan resultar de interés para la Comunidad Valenciana (licitaciones, subvenciones y oportunidades de negocio), asiste en la redacción de propuestas para programas europeos, difunde la cultura y el patrimonio de la Comunidad Valenciana y realiza acciones de lobby en las instituciones europeas para defender los intereses de la región valenciana.

## Patronato
La FCVRE está gestionada por un patronato cuyo presidente es el presidente de la Generalidad Valenciana. A fecha de 2016, se trata de Ximo Puig.

### Patronos
El patronato cuenta con patronos de carácter vitalicio y de carácter electivo. Los patronos de carácter vitalicio coinciden con los consejeros que forman el Consejo de la Generalidad Valenciana, mientras que entre los patronos de carácter electivo se cuentan organismos tales como cámaras de comercio, organizaciones empresariales y otras organizaciones.

## Ubicación
La FCVRE tiene su sede en Valencia y cuenta con dos antenas en Bruselas y Alicante.